# Prekolumbiánus művészet

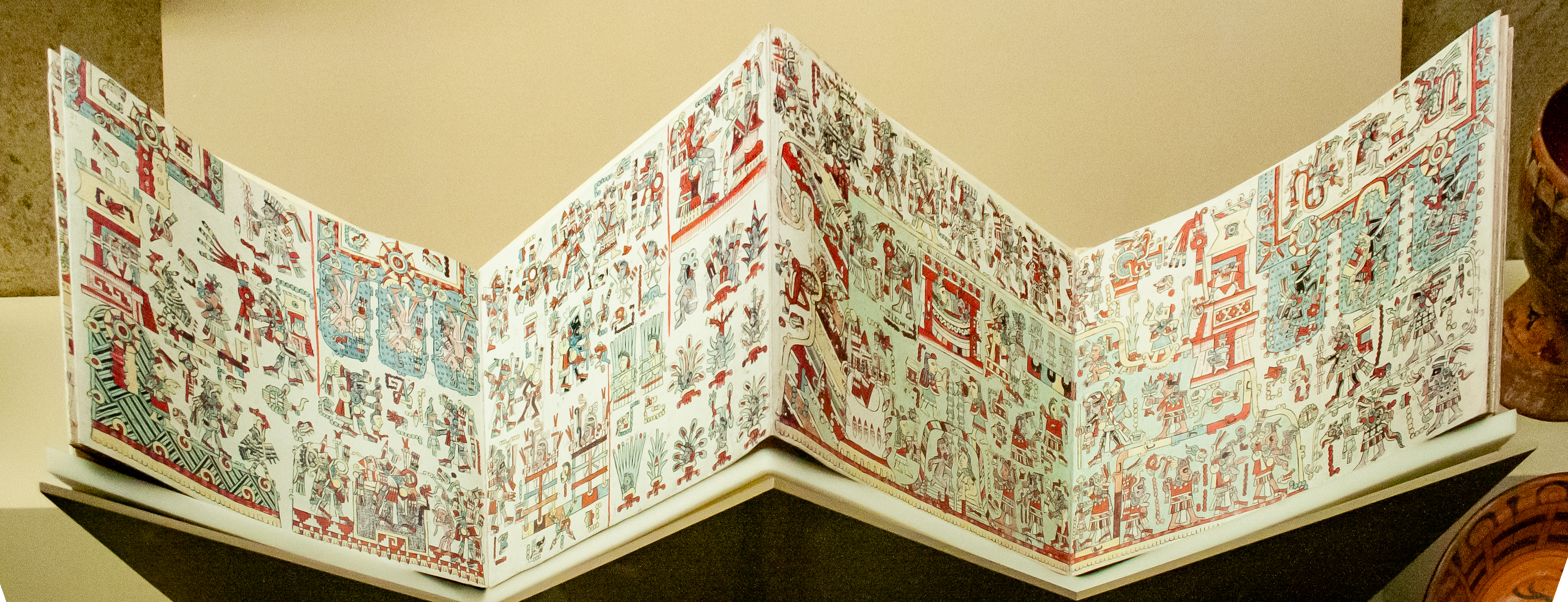
A Zouche-Nuttall kódex, mixték kézirat a 14. századból

Prekolumbiánus művészet („Kolumbusz előtti művészet”) alatt az amerikai kontinensen élő indián őslakó népek művészetét értjük a legkorábbi emlékektől (i. e. 2. évezred) az i. sz. 16. századi európai gyarmatosításig. A prekolumbián művészet a prekolumbián civilizációk két egymástól független területén érte el csúcspontját: Mezoamerikában (az észak-amerikai indián civilizáció területén) és Dél-Amerikában, az Andokban.
3000 évvel a földrész európai felfedezése és gyarmatosítása előtt Amerika őslakossága olyan civilizációt hozott létre, amely szellemi és művészeti vívmányaival felvette a versenyt az ókori Kínával, Indiával, Mezopotámiával és a mediterrán világgal. Elért eredményeik már csak azért is lenyűgözőek, mert a őshonos amerikaiak számára az Óvilág és annak technológiája ismeretlen volt. A kereket például Mezoamerikában egyedül játékokhoz használták, és soha nem fejlesztették ki a korongozást, a kocsikereket, és a csigát. Fémeszközöket ritkán használtak, s azt is csak a prekolumbián történelem utolsó szakaszában. Finoman megmunkált szobraikat és a bonyolult ornamentikájú jádefaragványaikat egyaránt kőeszközökkel készítették, követ véstek kővel.

## Mezoamerikai művészet

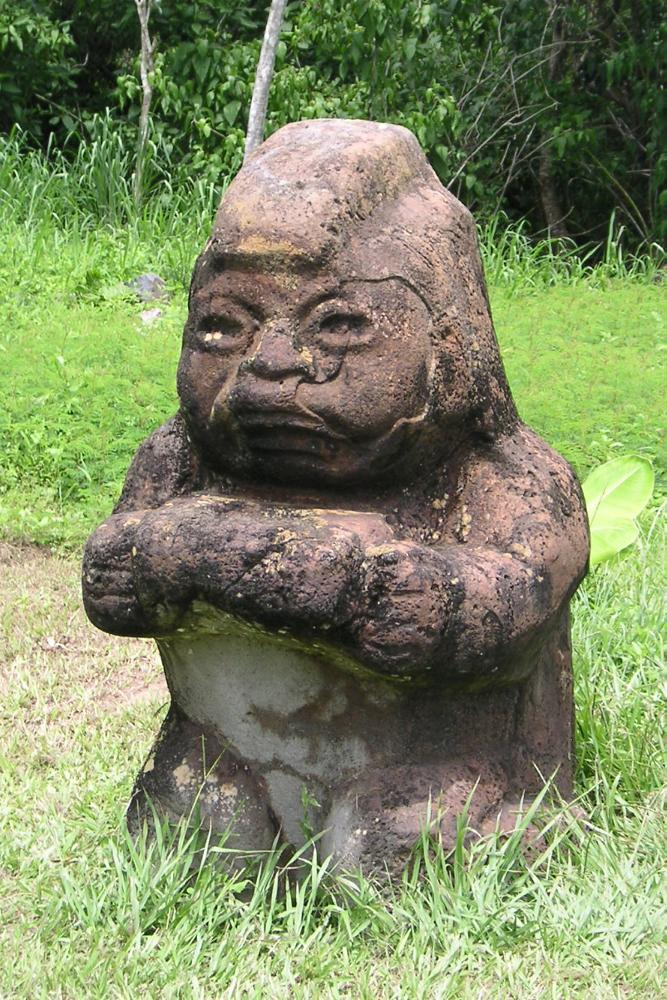
La Ventai szobor

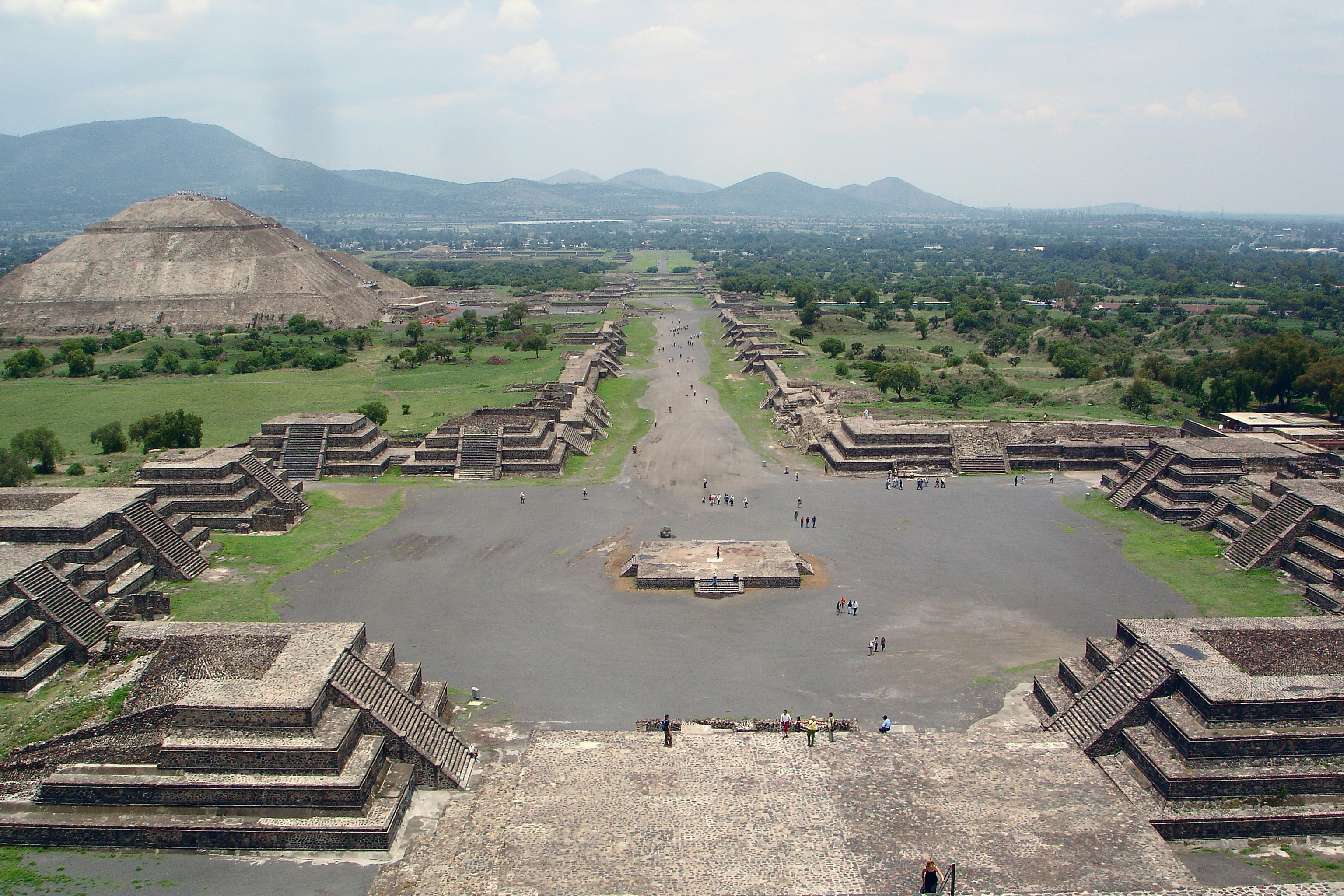
Teotihuacan romjai

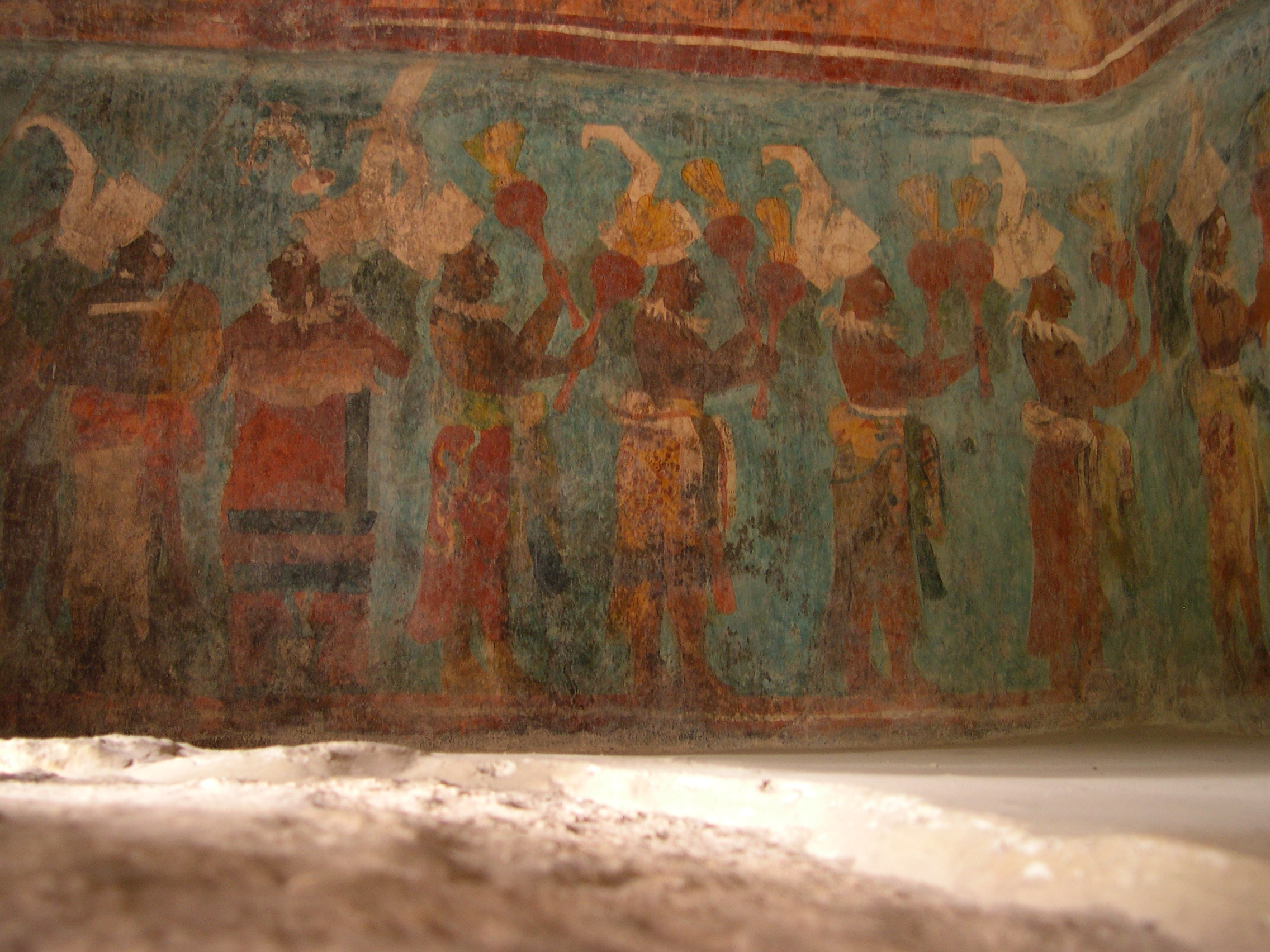
Bonampaki falfestmény

Mezoamerika indián civilizációinak története három időszakra osztható: a preklasszikus kor (i. e. 2. évezred–i. sz. 3. század); klasszikus kor (3–10. század); posztklasszikus kor (10–16. század). A klasszikus korszak volt a tanúja annak a nagy virágzásnak, amely nemcsak sok vonatkozásban emlékeztet az ókori Közel-Keletre, de egyenrangú is vele.
Közép-Amerika legfontosabb prekolumbián területei:
- Kelet: a Mexikói-öböl környéke (olmék kultúra); a Yucatán-félsziget (Maja civilizáció)
- Közép és nyugat: Délnyugat-Mexikó és Oaxaca vidéke (zapoték és mixték kultúra) és Északnyugat-Mexikó (Teotihuacan, tolték és azték kultúra), Nyugat-Mexikó.

### Olmékok
Az olmékok (i. e. 2–i. e. 1. évezred) igen dinamikus és naturalisztikus háromdimenziós tárgyakat is készítettek, de leghíresebb munkáik az 1,5-2,8 méter magas emberfejek vastag ajkakkal és lapos orral. Négy ilyen fej látható La Ventában, a faragott sztéléken és oltárokon kívül. La Venta udvarai és terei, valamint fő épülete, egy piramis, korai példája a tervszerűen felépített vallási központoknak.

### Zapotékok
Az i. e. 3. században az olmékok örökébe lépő mexikói zapoték civilizáció vallási, szertartási központja  Monte Albán, a Oaxaca-völgy feletti magas hegygerincen épült. A templomváros építészeti csoda, amely magában foglalja a hatalmas fennsíkon elterülő piramisegyüttest és a szomszédos óriási csillagászati obszervatóriumot. Monte Albán a vallási kultusz és a katonai győzelmi ünnepek színhelyéül szolgált. A 3.–7. század között a zapoték nemzet fővárosaként 25 ezer ember otthona volt.

### Tenocstitlan
A félelemmel vegyes tisztelet ébresztő Tenocstitlan (i. e. 3.–i. sz. 7. század) a mai Mexikó északnyugati részén fekszik. Tenocstitlan hatalmas piramisai és szabályos sugárútjai az indián építészet csúcspontját jelentik. Itt is felismerhetjük a La Venta színhelyen látható olmék templompiramis-tér alaprajzának embrió formáját. Az épületek szobordíszítése is rendkívüli. Quetzalcoatl (ejtsd: kecalkoatl, magyarul „Tollaskígyó”) templomában minden szint függőleges síkjából egy sor kígyófej ugrik ki, kerek, meredt szemű geometrikus fejekkel váltakozva. Ugyanez a szigorú stílus jellemzi a Hold-piramis mellett talált víziisten sematikus szobrát. A virágdíszes falfestményeken játszó és pillangókat kergető embereket láthatunk, középen egy személy sírja, s az első isten vizet permetez az égből.

### Maják
Mezoamerika délkeleti részén (Guatemala, Honduras, Yucatán-félsziget) találhatók a maja civilizáció (1. század–10. század) művészeti emlékei. Az olmék hagyományok és Teotihuacan döntően befolyásolta a klasszikus maja kultúra kialakulását s annak fejlődését, amely a prekolumbián Amerika legfejlettebb, legkifinomultabb civilizációja volt. 
A maja papkirályságok és a hierarchikus osztálytársadalom kialakulását döbbenetes épületkomplexumok és kőszobrok jelzik, amelyek rivalizáltak Teotihuacan méreteivel. A teraszos templompiramisokat sírok, paloták, terek, labdajátékpályák és a kormányzó elit otthonai vették körül. Szertartásaik központjai a templompiramisok voltak. A piramisok tetején fedett templomok vannak, ezeket a palotákkal együtt festett stukkók és kőreliefek díszítik. A maja domborműveken gazdagon öltözött emberi alakok bonyolult hieroglifikus motívumokkal ötvöződnek. A piramisok körül szétszórtan elhelyezett magas paloták faragott oszlopai és oltárai is figyelemreméltóak.
A kimunkált maja stílus jól megfigyelhető a bonampaki falfestményeken is (792 körül). Ezek csatajeleneteket, hadifoglyok kínzását, valamint győzelmi ünnepségeket ábrázolnak.
A maja szobrászat gyakran nem háromdimenziós, azonban megdöbbentő kerámiaszobrocskákat készítettek Jaina szigetén. Ezek némelyike szellemeket , legtöbbjük azonban halandókat, fejdíszes táncosokat és papokat ábrázol .

### Toltékok

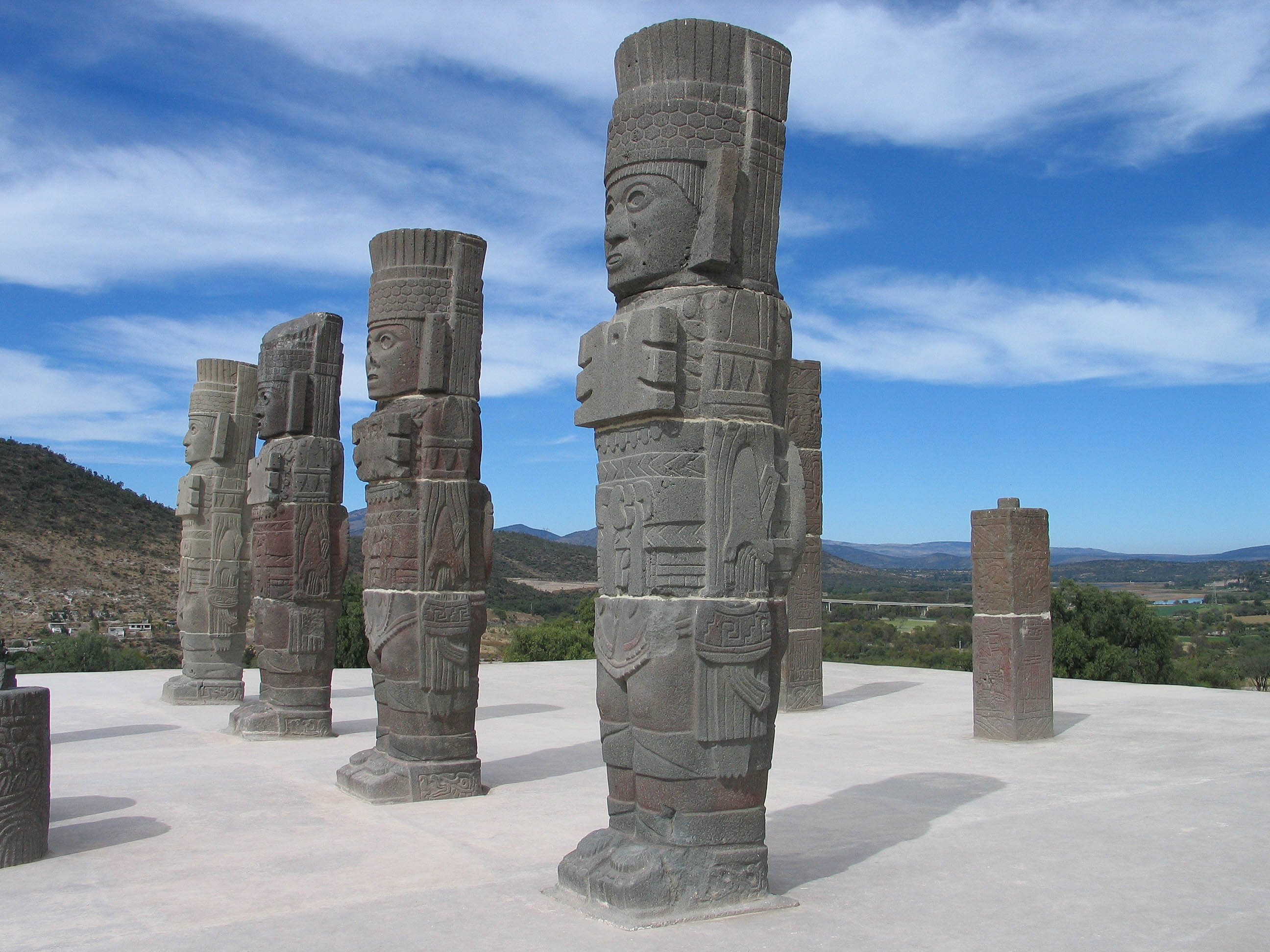
Ember alakú tolték szobrok (Tula, Közép-Mexikó)

A Teotihuacant elpusztító harcos toltékok kétszáz évig uralkodtak – a 10. század közepétől a 12. század közepéig. Elődeik örökségét átvették, majd saját arculatukra formálták. Fővárosuk Tula volt, ahol a régészek páratlan kultúra nyomára bukkantak.
A tolték mitológia szerint Quetzalcoatl, a Tollaskígyó a Hajnalcsillag, a szél és az ikrek istene kormányozta Tulát, ő gondoskodott az emberekről. Quetzalcoatl 10 méter magas, 5 lépcsős piramisának tetején 4,6 méter magas, bazaltból faragott álló alakok tartották a szentély mennyezetét, amely már elpusztult. A toltékok a maja építészeti technikát használták fel, de a tömegalakító építészettől a belső tér igényesebb megoldásai felé haladtak
.
A mítoszok szerint a Tollaskígyó menekülésével volt kapcsolatban Tula pusztulása is. A régészeti ásatások annyit tudnak csak bizonyítani, hogy az ellenség lerombolta a  városfalat, a központot pedig felégette, a fafödémek ennek eshettek áldozatul.

### Mixtékek
A mixtékek elfoglalták az eredetileg zapoték Monte Albánt, és jelentős építményekkel gazdagították. További fontos központjaik az ősi fővárosuk Tilantongo, valamint Achiutla, Cuilapan, Huamelupan, Mitla, Tlaxiaco, Tututepec, Juxtlahuaca és Yucuñudahui. A mixték művészek munkája ismert volt egész Mezoamerikában. Kiválóak voltak a fém megmunkálásában, előszeretettel használtak ezüstöt és aranyat. Kerámiáikat nemcsak saját maguk számára készítették, hanem kereskedelmi célra is. 

### Aztékok

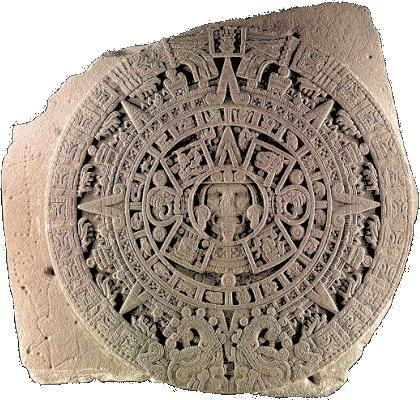
Azték kalendárium

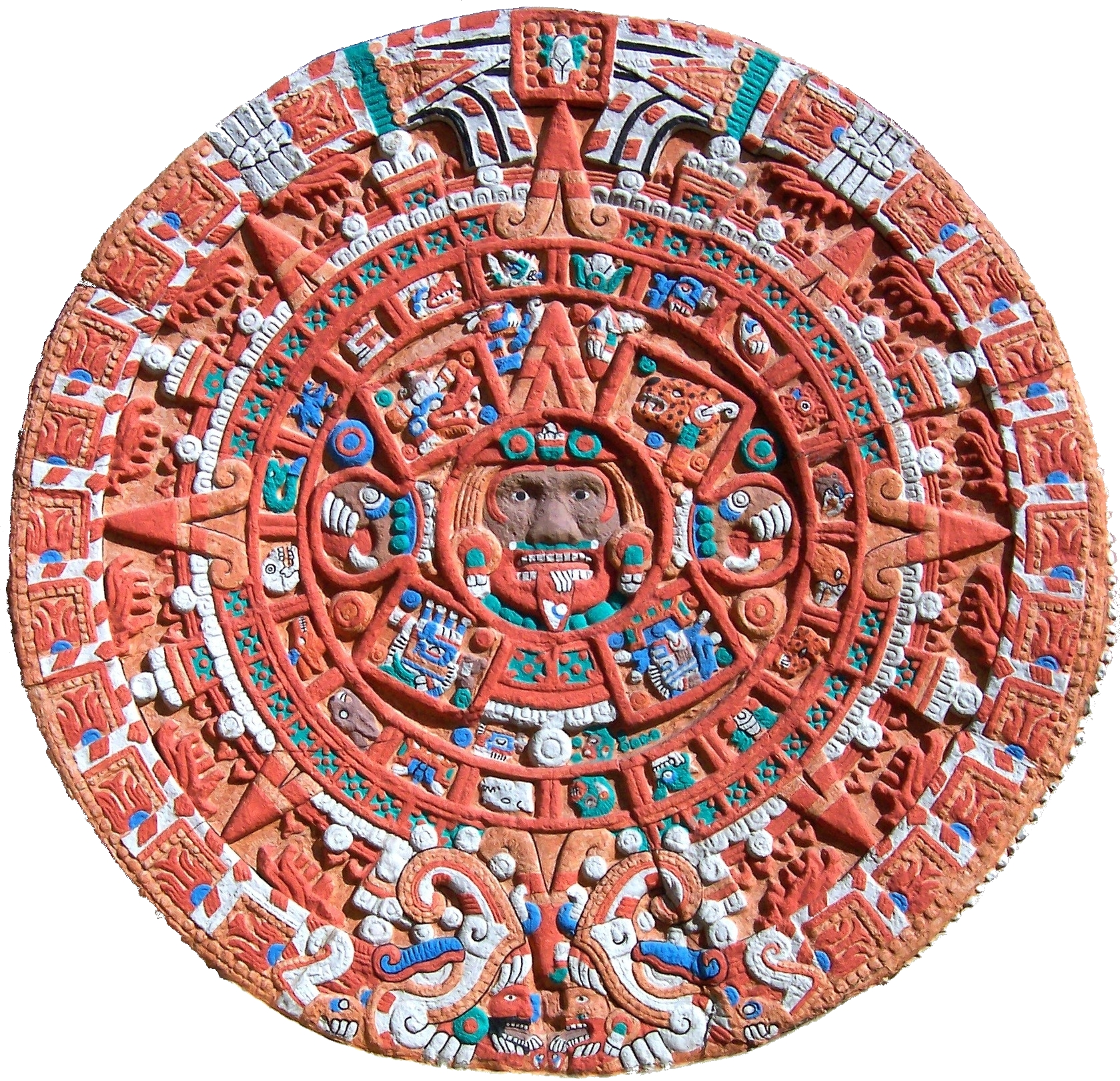
Azték napkő rekonstrukció

A Teotihuacanban létrejött gazdag mezoamerikai művészeti hagyomány tovább élt a toltékok és mixtékek civilizációjában, valamint az Azték Birodalomban, amely 1420–1519 körül érte el csúcspontját. Az azték művészet, bár magába építette a szomszédos kultúrák bizonyos jellegzetességeit, szinkretizmusa és ezoterikus szimbólumvilága tette egyedivé. Az aztékok harciassága és emberáldozataik adnak magyarázatot Coatlicuénak, a föld és termékenység istennőjének Teotihuacanban talált félelmetes szobrára. Az istennő arca helyén két kígyófej van, mellén levágott kezek és kitépett szívek láthatók, tekeredő kígyók alkotják szoknyáját. Egy ugrásra készülő fenevad pózában jelenítik meg. Övét egy óriási halálfej ékesíti, lábfeje jaguárkarmokban végződik. Ennél naturalisztikusabb szobrok is ismertek, továbbá egy sor mozaik, melyek az azték kultúra sokoldalúságát bizonyítják. A maszkművészetet, amely már az európai hódítás előtt is virágzott, szinte  a tökéletességig fejlesztették. A drágakövek megmunkálását, és a festészetüket is magas szintre fejlesztették. Sajnos csak néhány freskótöredék maradt fenn, illetve érdekes, gazdagon illusztrált, mixték és mixték-pueblo hatásokat mutató kéziratok. Az aztékok katonai építészete jelentős volt, polgári épületeik viszont nem maradtak fenn.
Az egyik szobor, amit Mexikóban találtak, a spanyol hódítás előtti időkből származik. A feltevések szerint a legutolsó azték emlékek közül való. Azt hiszik, hogy Tlaloc esőistent személyesíti meg. A trópusokon az eső életkérdés, nélküle nem érik be a gabona, és az embereknek éhezniük kell. Érthető, hogy az esőistent hatalmas, félelmetes démonnak képzelték el. Ha a szobrot jobban megnézzük, láthatjuk, hogy a szája két kígyófej, kiálló nagy méregfogakkal, orra is nagy, összetekeredett kígyó, s valószínűleg a két szeme is. A régi Mexikó művészetében a szent kígyó nemcsak az állat képmása, hanem a villám jele is volt, és később írásjel, betű lett.

### Nyugat-Mexikó (Jalisco, Nayarit és Colima)
Mexikó nyugati részén végig a trópusi partvidéken egy méreteiben, kiterjedésében és befolyásában kisebb kultúrára bukkanhatunk. Nyugat-Mexikó prekolumbán emberei nem alkottak sem masszív építményeket, sem nagyméretű kőszobrokat és általában  kulturális teljesítményük sem éri el Közép-Amerika közép és déli területein létrejött magas civilizációk művészetét. Tény, hogy Nyugat-Mexikó Jalisco, Nayarit és Colima államait gyakran emlegetik mint a kultúra „holt ágát” a magas kultúrákhoz viszonyítva, amelyekről Közép-Amerika híressé vált.
Nyugat-Mexikónak mégis hosszú és gazdag művészi hagyományai vannak, amelyek visszanyúlnak a korai fejlődés éveire, ahol a művészeti alkotások alapanyaga az agyag volt. Emberiek képmásai, állatok és mitológiai teremtmények gyakran fellelhetők különböző sírokban. Sajnálatos módon ezt a területet a régészek régen elhagyták, s a mi tudásunk korlátozott, s ismereteket a sírok tartalmáról csak a sírrablók közreműködésével kaphatunk.
Nagy mennyiségű üreges figura került elő ezekből a sírokból, nevezetesen puffadt torzókkal és végtagokkal. A Colima-figurák következetesen magas fényű vörös-narancssárga felületűek, ellentétben  más, a nyugati part sokszínű kerámiájával. Ez a terület ismert a kisméretű, életből vett jeleneteket ábrázoló agyagtárgyairól, ilyenek például a ház, vagy templom alakú makettek, a számtalan tömör figurácska, amelyek meghitt jelenetek, vagy éppen fesztiválokat és harci eseményeket ábrázolnak.
Az erről a területről származó agyagszobrokat gyakran magyarázzák úgy, mint világi jeleneteket ábrázoló alkotásokat, amelyekkel ritkán találkozhatunk máshol a közép-amerikai régióban. Ez azt eredményezte, hogy – bizonyos szemszögből – képtelenek vagyunk világosan megkülönböztetni a vallásos és a nem vallásos dolgokat. Sok figurát „nemesekként”, „harcosokként”, vagy „sámánokként” azonosítottak.

## Észak-Amerika egyéb területei

### Karib-térség
A Karib-térség (Karib-szigetek) legtöbb művészi tárgya többnyire a Nagy-Antillákról (a mai Puerto Rico, Jamaica, Haiti és Dominikai Köztársaság) származik. A szigetcsoport első lakói a halászattal és növénytermesztéssel foglalkozó békés aravak indiánok (Taino-kultúra) voltak. Az aravak nép fejlett művészi érzékkel rendelkezett. Az Orinoco-folyó deltájától (ma Venezuela) vándoroltak az addig lakatlan szigetekre az i. sz. 2. század táján. Így művészetük rokonságot mutat a Dél-Amerika északi részén kialakult kultúrák formajegyeivel.
A legjellemzőbb aravak tárgyak csontból, fából és kőből készültek. Ezek között találunk tollat, amely elősegítette a hányást a vallásos megtisztuláshoz (dujos) vagy faragott faeszközöket a törzsfőnök vagy papok számára. Jellegzetes tárgy volt a háromszögletű kő (zemi), amely véséssel diszített emberi vagy állati alakot öltő természeti erőket vagy istenségeket ábrázol.  Kerámiájukon vésett geometriai formákat alkalmaztak. Ezenkívül ember formájú edényeket is készítettek.
A Karib-szigeteket a 13. században a harciasságukról ismert karibok szállták meg, akik az aravak indiánok nagy részét legyilkolták.

### Az USA prekolumbián emlékei

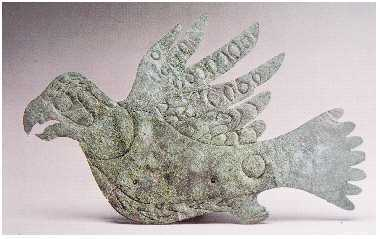
Kősólyom, Hopewell-kultúra (Ohio)

Az Amerikai Egyesült Államok prekolumbián művészeti formáiról és stílusairól ismereteink nem olyan részletesen kiterjedtek, mint a mezoamerikai művészetről. A részletes kronológiai időrend meghatározásánál a régészek fő segítőeszköze elsősorban a cserépedények stílusa, amelynek segítségével rekonstruálni tudják a távoli múlt művészetét. A fazekasság sok helyen rendkívül fejlett volt. A díszítések a 2. évezredben számos kultúrában igen kifinomulttá váltak, de sok kiemelkedő alkotás került elő az ennél korábbi időkből is különösen az Amerikai Egyesült Államok délnyugati területéről.
A régészek az Amerikai Egyesült Államok sok helyén fedeztek fel mesterséges dombokat, amelyek egy része templomok maradványait rejti, mások pedig kétségtelenül vallási célokat szolgáló földhalmok voltak, ahol szertartások bemutatása történt. 
Az úgynevezett Adena-pipa egy csodálatosan faragott nagyon érdekes realisztikus ábrázolású tárgy, amelyet Chillicothe-ben (Ohio állam) az Adena-kultúra ásatási színhelyén találtak, egy tipikus Adena-öltözékű és ékszert viselő embert ábrázol. Az i. e. 1. évezred első felére datálják.
A kőbe vésés vagy kőre festés az egész észak-amerikai régióban elterjedt volt. A legtöbb ilyen emléket talán a közösségek tradicionális rituális, mágikus szertartásainak színhelyéül használták vagy egy-egy emlékezetes spirituális élmény megörökítése, amely nagyon fontos része volt az ősi hagyományos indián vallásoknak. 
A karcolt vagy vésett ábrázolások nagyon sokfélék, naturalisztikus vagy sematikus emberi alakok, állati figurák vagy összetett, csigaszerűen csavart kompozíciók, amelyek még megfejtetlen szimbólumok. 
A Dinwoody (Wyoming állam) közelében a Shoshone hegy oldalán felfedezett geometriai és emberi alakok, valamint egyenes vonalak felsorakoztatása olyan, átfedések mutatnak, amelyek több egymásra következő kultúra szertartási cselekményeire engednek következtetni.

#### Chaco-kultúra

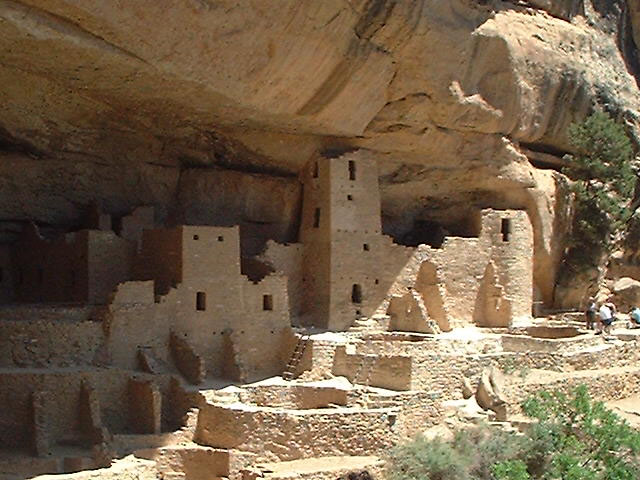
A Sziklapalota

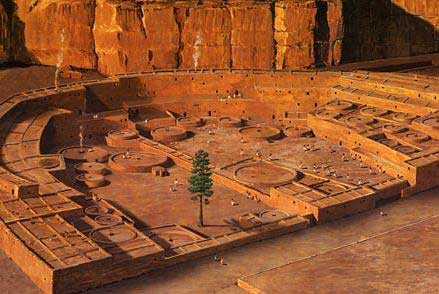
Pueblo Bonito digitális rekonstrukciója

A történelem előtti időszak későbbi századaiban a délnyugati terület őslakossága (anasazik) lenyűgöző építészeti együtteseket alkotott, amelyek ragyogó bizonyítékai mérnöki és szervezőtehetségüknek. A legismertebb ilyen emeletes épület-együttesek a Sziklapalota a Mesa Verde Nemzeti Parkban (Colorado állam) és a Pueblo Bonito a Chaco-kanyonban (Új-Mexikó állam). 
A Chaco-kanyonban élő anasazi közösség városias jellegű kőépületeket épített. A legkorábbi lakóhelyiségek a pinceházak voltak, s csak a 8. században emelték az első felszíni épületeket. Hasonló módon tucatnyi város létesült ezen a területen. A „nagy házaknak” nevezett lakóépületek anyaga homokkő és vályog volt. A legnevezetesebb épületegyüttes a Pueblo Bonito (magyarul „csinos falu”) a 11. század körül épült, amely később négyszintes lakótömbbé nőtt, mintegy 800 egymáshoz ragasztott lakószobájával.
Minden faluban volt egy kör alakú gerendatetős süllyesztett épület, a kiva, amely fazekas- és szövőműhelyként szolgálhatott.

#### Mississippi-kultúra
A 12.–14. században virágzó Mississippi-kultúra nagy mesterséges dombokat építettek, amely talán a mezoamerikai kőpiramisok földből épült mása volt. Kultúrájuk e megkülönböztető tulajdonsága miatt kapták a dombépítők (angolul „Moundbuilders”) nevet. Ezekre a lapos tetejű földdombokra építették fatemplomaikat és a papság lakóhelyeit is.
Legnagyobb városuk Cahokia volt (ma St. Louis város keleti része, Illinois) körülbelül 20 ezer lakossal. A 12–13. században legnagyobb városnak számított a mai USA területén. Fő szertartási központjuk a „Vadászmenyét-domb” (Monk’s Mound) volt. Ez a 213 méter széles, 305 méter hosszú és 30 méter magas mesterséges földpiramis az amerikai kontinens prekolumbián korának legnagyobb földépítménye.

## A dél-amerikai civilizációk művészete

### Cupisnigue-kultúra
A Cupisnique-kultúra Peru északi tengerpartján alakult ki az i. e. 12. század körül. Sok hasonlóságot mutat a fennsíkon létrejött Chavín-kultúrával, amelyről korábban lehetségesnek tartották, hogy befolyással volt kialakulására. Ma már azonban bizonyított, hogy a Cupisnique-kultúra időben korábban, önállóan jött létre.
A Sechin Alto és Caballo Moerto ásatási helyszíneken feltárt épületmaradványok bizonyítják, hogy ezek az emberek monumentális épületeket alkottak. Mivel nem kerültek elő háztartási eszközök, feltételezik, hogy szertartási központok voltak.
A Sechin Altó-i U alakú templom lapos tetejének oldalait falfestményekkel díszítették. A garagayi templom egész tetőszintjét festett domborművekkel borították.
Szoborszerűen megmunkált, vésett és festett kerámiáikon ugyanazokat az elemeket fedezhetjük fel, mint amelyeket az épületeik díszítésénél használtak: például trófeafejek, kígyók, különböző madarak, macskafélék. Naturalisztikus ábrázolásaikon feltűnik egy emberi és állati vonásokat hordozó, mindkét kezében botot tartó istenség.

### Chavín-kultúra
Peru nagy részén a Chavín-kultúra virágzott az  i. e. 11-2. század között. Nevét a Chavín de Huántarban álló templomegyüttesről kapta. Itt találhatók hatalmas gránitsziklákba faragva a Chavín szobrászat alapvetően grafikus jellegű alkotásai, a macskaszemű alakok, melyen szőr helyett kígyók nőnek. Ugyanez figyelhető meg a sztélék jaguárember- és egyéb motívumain.

### Paracas-kultúra
A délnyugat-perui Paracas-kultúra művészetét elsősorban kivételes szépségű, finom minőségű textíliáikról ismerjük, amelyeket a Holtak városában (Paracas Necropolis) fedeztek fel, és az i. e. 5. század körülre datálhatók.
A ránk maradt emlékek közül figyelemre méltók a temetkezéskor használt halotti leplek, amelyekbe elhunyt hozzátartozóikat tekerték. A vászonra különböző színű alpaka- vagy vikunyagyapjúval hímeztek. Sokszor egyszerre 150 színt is alkalmaztak. A halotti lepleken alkalmazott szimbolikus jelentésű mintákat még nem sikerült megfejteni. Rendszeresen visszatérő motívum a „pápaszemes lény”, egy repülő fantom, felénk néző hatalmas kerek szemekkel. Ez a repülő vagy lebegő lény botokat, legyezőket és néha koponyákat vagy az ellenség felszabdalt fejét hordozza magával. A hatalmas szem motívuma a Nasca-kultúra cserepein is megjelenik és a Tiahuanaco-kultúrában is találkozhatunk vele. Ugyancsak tanúi lehetünk a Nasca-kultúra vallásában fontos szerepet betöltő trófeafejek felbukkanásának.

### Tiahuanaco-kultúra

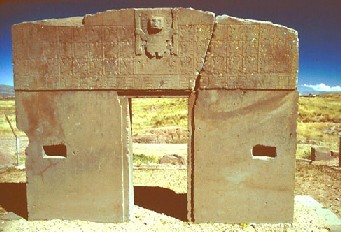
Nap-kapu

Peru délkeleti, Bolívia keleti és Chile északi részén, a Titicaca-tó körül kialakult Tiahuanaco-kultúrát a tó déli partján levő fő ásatási színhelyről, Tiahuanacóról nevezték el.
Tiahuanaco fontos szertartási központ volt. A Calasasaya kerület épületeit a terület legfinomabb kövéből építették: homokkőből, andezitből és dioritból. A nagyszerű építmények közül legismertebb a lenyűgöző Napkapu, amelynek áthidaló gerendája egyetlen tömbből faragott andezit. Süllyesztett kőfaragással díszítették. Központi alakjának ábrázolása merev, frontális, az aránytalanul nagy tömbszerű fej körül sugarak vannak, s mindkét kezében botot tart.

### Mocsikák

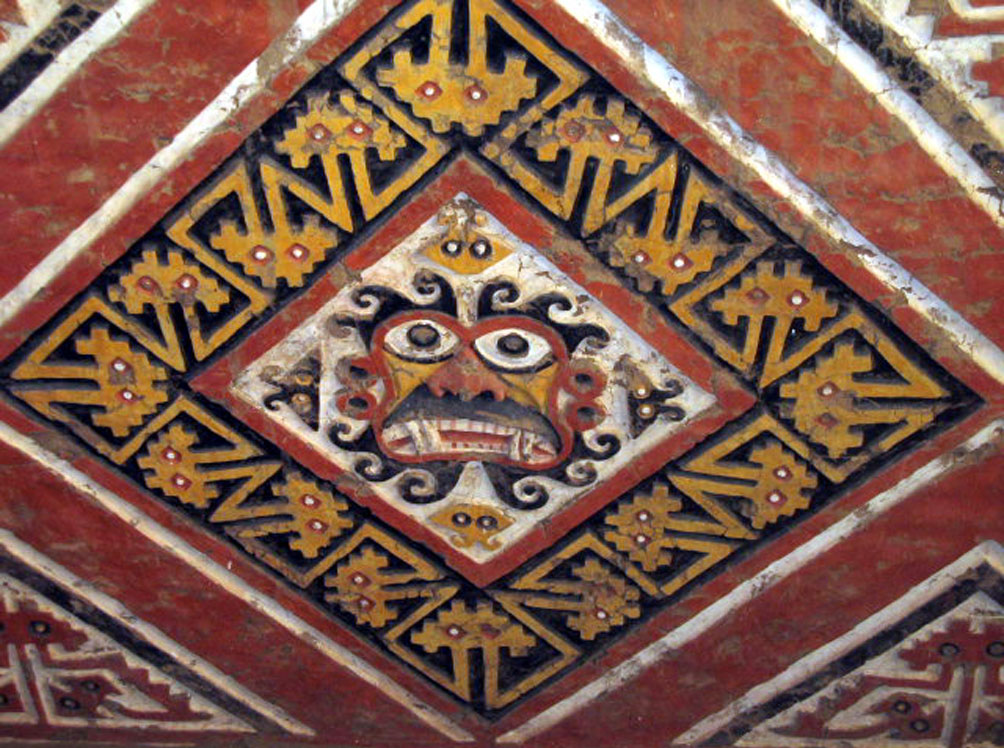
Mocsika falfestmény, Peru

Az i. sz. 1. századtól a Cupisnique-kultúra örökségét folytató mocsikák naturalisztikus művészetét jól érzékeltetik kerámiáik. Egyesek a mindennapi élet, a vallási rítusok vagy a háborúk látványos ábrázolásait nyújtják. Más kerámiaedények emberi fejet formáznak, az edényen általában fogófüllel. Sok arc annyira valósághű és egyéni, hogy szinte igazi portrénak tűnik.

Építészeti ismereteik lehetővé tették a nagy piramisok építését. Kerámiáik, szőtteseik, fémművességük fejlett volt.

### Recuay-kultúra
Az 1. évezredben virágzó Recuay-kultúra földművelő-pásztorkodó népe Peru északi részén a Callejyn de Huaylas völgyben élt, közvetlenül a  tengerparton letelepedett mocsikák szomszédságában, akikkel folytonos kapcsolatot tartottak fenn. Központjuk az Ancash közelében levő Pashash volt. Legjobban szép kerámiaművészetükről és kőformálásukról ismertek, valamint a kis számban fennmaradt finom szövésű textíliáikról. A Recuay-művészet ábrázolásmódja hasonló a hegyi kultúrákéhoz, absztrakt és bonyolult.

### Nazca-kultúra

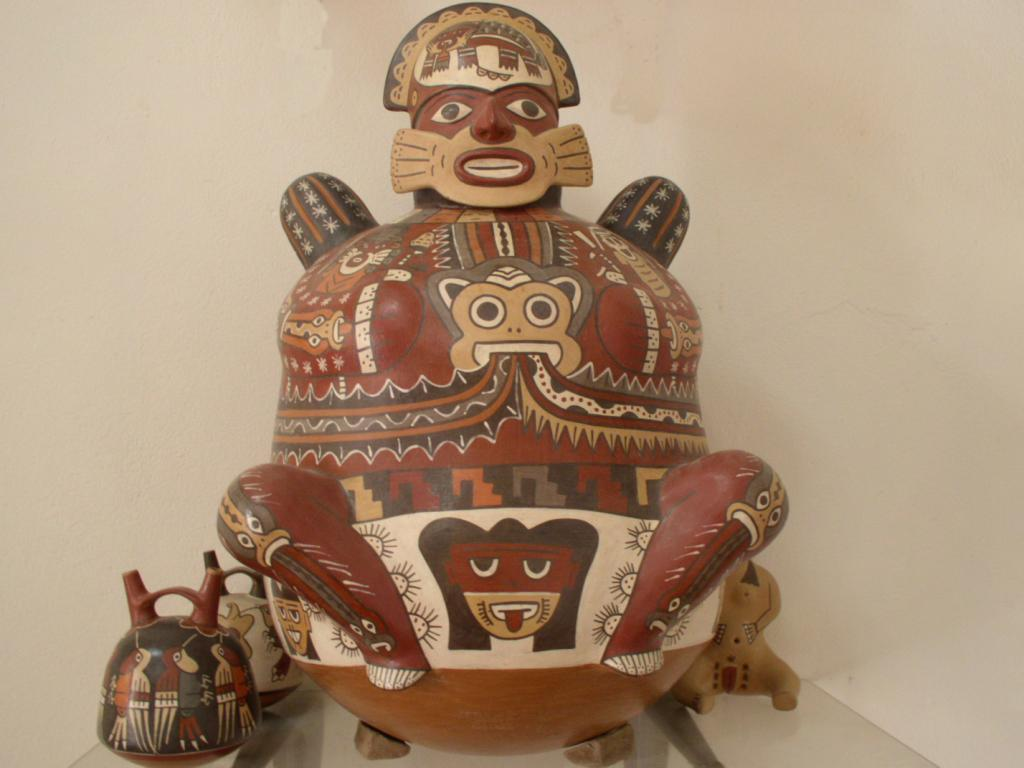
Cserépedény másolata a Nazca-kultúrából

A délnyugat-perui Nazca-kultúra a Paracas-kultúrát követte, amely erős befolyást gyakorolt rá. A Nazca-kultúra kerámiáit stilizált minták és merész színek jellemzik. A motívumokat finom szövésű textíliákon is megtalálhatjuk, s némelyik, mint a bagoly- vagy pókábra, megjelenik a Palpa-völgybeli híres Nazca-vonalaknál is. Ezek úgy készültek, hogy az időjárás által lekoptatott sivatagi földet bizonyos helyeken teljesen lekaparták, s így előtűnt az alsó világosabb agyagréteg és hatalmas geometrikus minták jöttek létre, melyek madarakat és más állatokat ábrázolnak. Ezek az alakzatok csak a magasból, repülőgépről tekinthetők jól át.

### Huari-kultúra
A 7.–8. század körül alakult ki a Huari-kultúra. Fővárosa a mai modern Ayacucho városától 10 km-re északra helyezkedett el. Ennek a területnek a magja számos nagy fallal körülvett utcát és szertartási helyet, földalatti csatornarendszert, lakóházakat tartalmazott. Az Andok különböző helyein szétszórtan található egykorú településeken (Honco, Pampa, Cerro Baul, Pachero, Huanca del Loro, Chiqa) talált kerámiatöredékek arra utalnak, hogy ezek a területek is a huarik ellenőrzése alatt állt, vagy legalábbis kapcsolatban voltak velük. Peru területén ezek voltak a legkorábbi mai értelemben vett városok. Alaprajzuk négyzetrácsos. Nagy négyszögletes épületek maradványait találjuk.

### Csimu-kultúra
Az inkák közvetlen elődjének is tekinthető Csimu-kultúra legérdekesebb és legértékesebb emlékei a kerámiák. Nem ismerték az írást, de mégis közel álltak hozzá – erről árulkodnak a fennmaradt kerámiák és kerámiarajzok. Ezeken az akkori valóság tükröződik: díszruhás fejedelmek, fegyveres harcosok, vadászok, démonok jelennek meg előttünk. Híven mutatják a kor hétköznapjait, a csimuk képzeletvilágának furcsa figuráit. A csimu kerámiákat „kerámiai képeskönyvnek” nevezik a kutatók, mert ábrázolásaik írásnak nem nevezhetők, de emlékrögzítésnek tökéletesek.

### Inkák

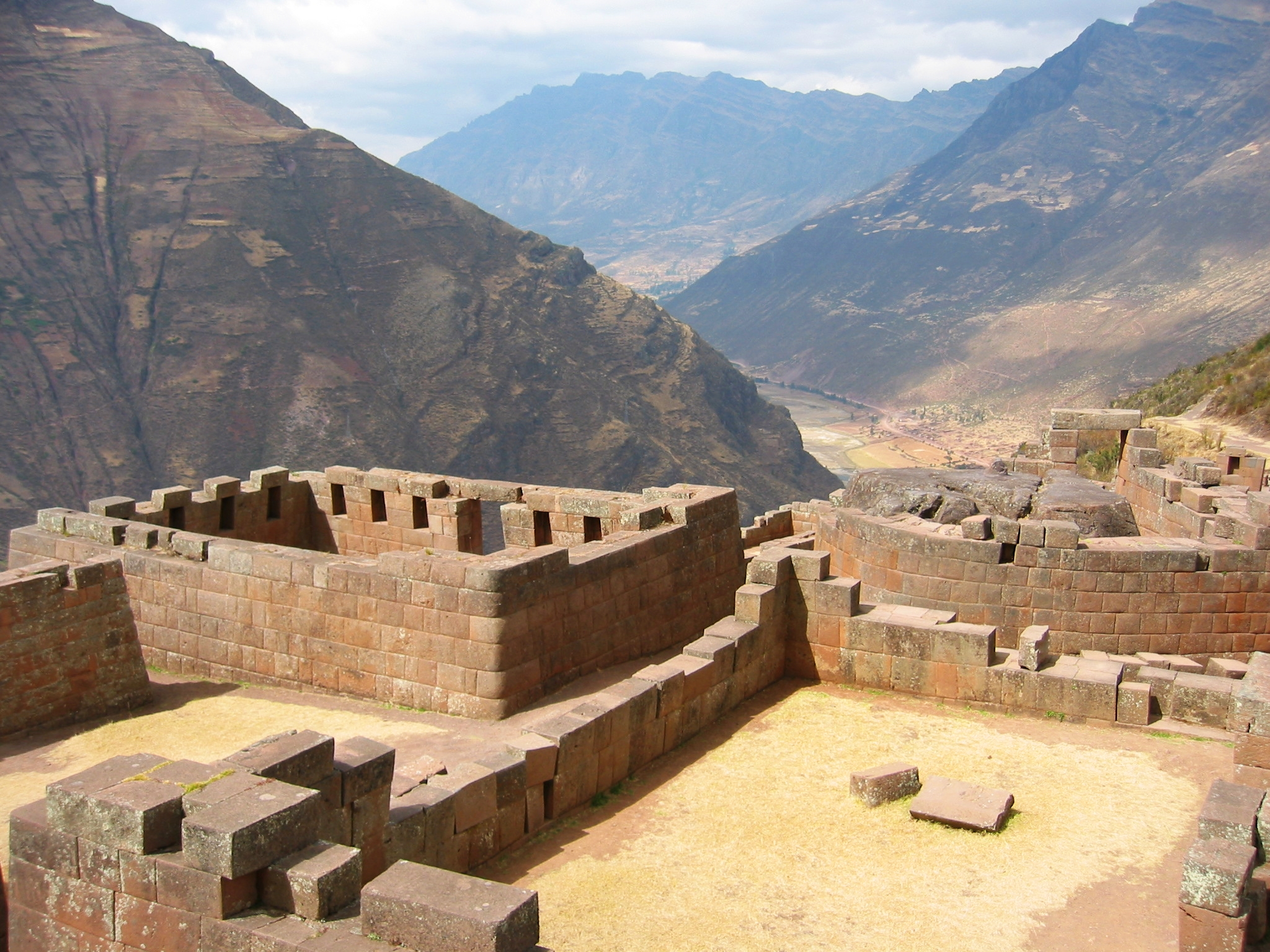
Inka templomrom (Písac, Peru)

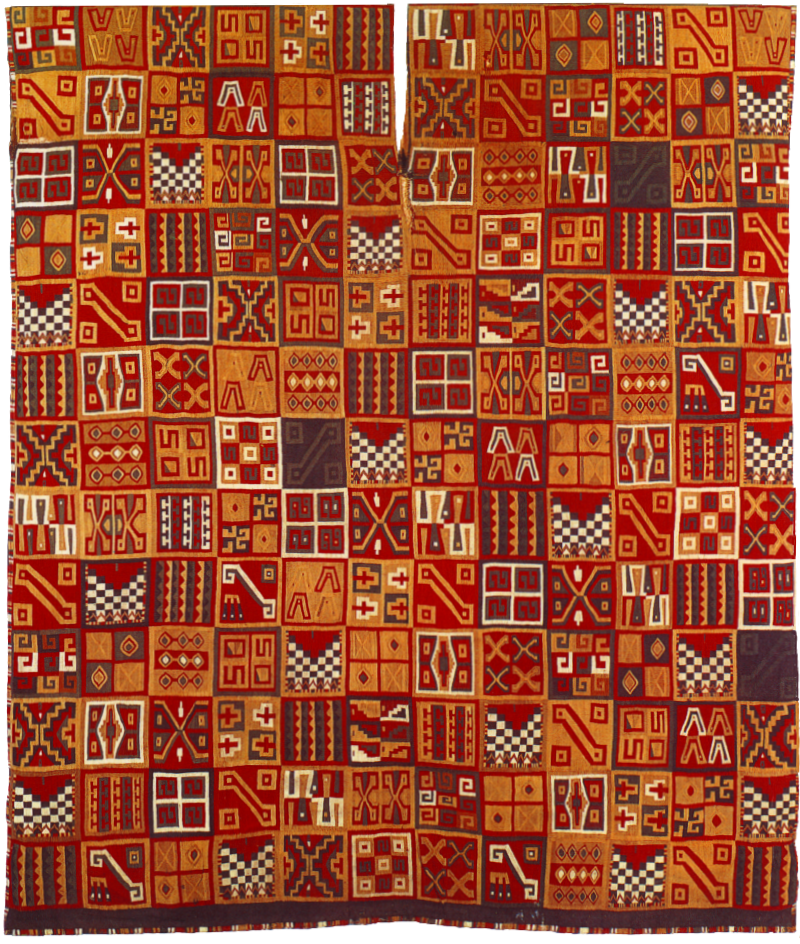
Inka öltözék mintázata

A 10.–16. század közötti perui Inka Birodalom legszebb építészeti emlékei a hatalmas kőtömbökből épült paloták és erődítmények romjai. Az inkák kiváló mesterei voltak a kövek formázásának és illesztésének. Védelmi célú építményeik számára olykor olyan lélegzetelállító természeti színhelyeket választottak, mint Machu Picchu és Písac.
Az inkák kerámiaművészete és fémművessége igen finom, de meglehetősen uniformizált volt. Szerették az emberfej formájú edényeket, és ezek a fejek megdöbbentően valósak.
Az inka öltözék, a szövésben használt négyzetrácsos, ismétlődő minták mindig mutatták az egyén politikai-társadalmi helyzetét. Az inka uralkodó lepelruhájának motívumai például kifejezték az egész birodalom feletti uralmát. Az inkák által meghódított terület lakóinak öltözékében a helyi hagyományok ötvöződtek az összbirodalmi szokásokkal.

## Dél-Amerika egyéb területei

### Amazonas-medence
Az Amazonas-medence legfontosabb korai művészeti emlékeit a Caverna da Pedra Pintada („festett kövek barlangja”) belsejében fedezték fel a mai Santarém városától nem messze, a Tapajós folyó torkolatához közel. A barlangot különféle falfestmények díszítik. Ezek alkotói a barlang legalsó szintjén talált maradványok (kőszerszámok, vörös festékpigment, megkövesedett állati csontok és növényi magvak) alapján az i. e. 12.–10. század között élő vadászó-gyűjtögető emberek voltak.